# Michael Jung (Politiker)

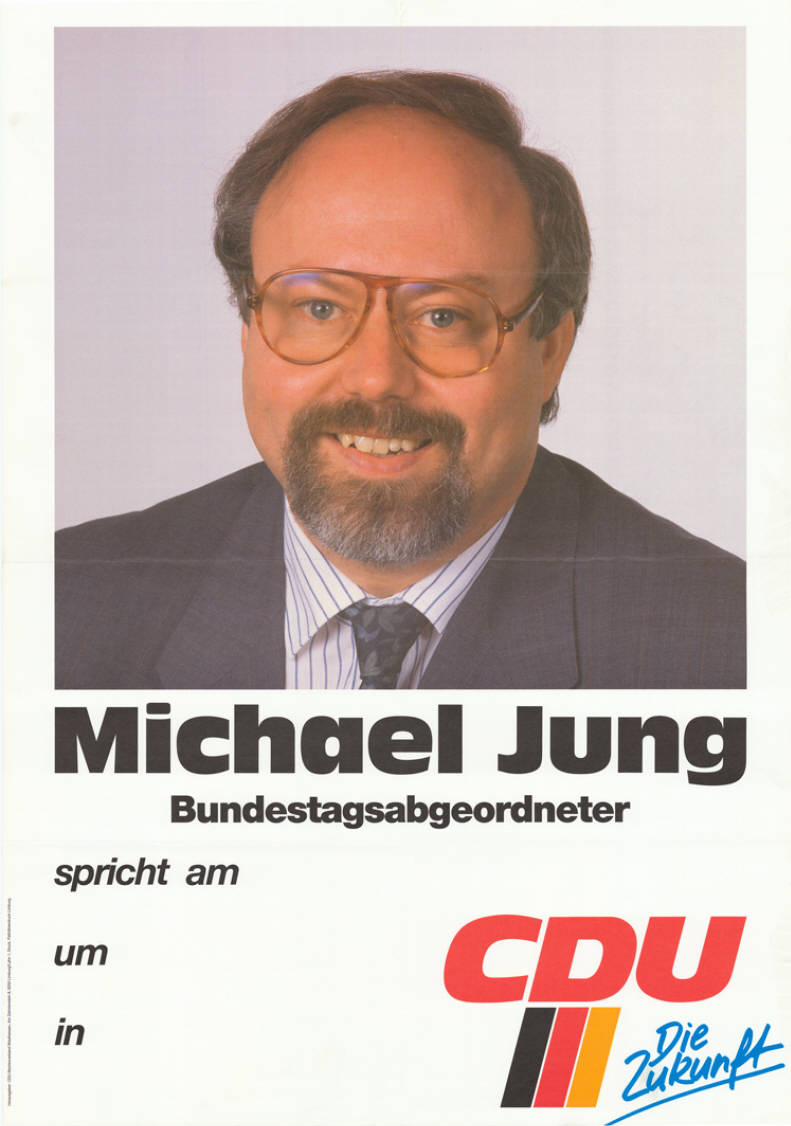
Michael Jung auf einem Wahlplakat

Michael Jung (* 13. April 1951 in Würzburg) ist ein deutscher Politiker (CDU).

## Ausbildung und Beruf
Nach seinem Abitur an der Fürst-Johann-Ludwig-Schule in Hadamar und seinem Grundwehrdienst studierte Michael Jung Rechtswissenschaften an der Justus-Liebig-Universität Gießen. Dort wurde er 1970 Mitglied der katholischen Studentenverbindung VKDSt Hasso-Rhenania Gießen im CV. 1977 absolvierte er sein erstes juristisches Staatsexamen und 1980 sein zweites Staatsexamen. Ab 1980 war er Anwalt in einer Sozietät, seit 1983 arbeitet er als freier Rechtsanwalt in Limburg.

## Partei
Michael Jung war Ortsvorsitzender und Kreisvorsitzender der Jungen Union. 1969 wurde er Mitglied der CDU. Er war langjähriger stellvertretender Kreisvorsitzender der CDU Limburg-Weilburg. Von 1989 bis 1997 bekleidete er das Amt des Vorsitzenden des CDU-Bezirksverbandes Westhessen.
In Studienzeiten engagierte er sich für den Ring Christlich-Demokratischer Studenten (RCDS) und war deren Landesvorsitzender in Hessen. Zudem war er Mitglied in den Hochschulgremien der studentischen Selbstverwaltung und der Justus-Liebig-Universität Gießen.

## Abgeordneter
Von 1972 bis 1995 war er Kreistagsabgeordneter und auch Vorsitzender der CDU-Fraktion im Landkreis Limburg-Weilburg.
Bei der Bundestagswahl 1987 wurde er in Nachfolge von Benno Erhard für den Bundestagswahlkreis Rheingau-Taunus – Limburg für die CDU in den Deutschen Bundestag gewählt und gehörte diesem bis 1998 an. Er war ordentliches Mitglied im Ausschuss für Verkehr Ausschuss für Fremdenverkehr und Tourismus sowie stellvertretendes Mitglied im Ausschuss für Post und Telekommunikation.

## Sonstiges
- Jung war Mitglied im Verwaltungsrat der Nassauischen Sparkasse in Wiesbaden.
- Sein Vater, Hermann Jung, war vom 1. September 1959 bis zum 31. Juli 1985 Leiter der Fürst-Johann-Ludwig-Schule in Hadamar.